# Paradoks wszechmogących
Paradoks wszechmogących – paradoks, który powstaje przy próbie odpowiedzi na pytanie: "Czy może istnieć więcej niż jedna istota wszechmogąca?". Jeśli tak jest, to każda z nich miałaby możliwość ograniczenia woli innej, w wyniku czego ta nie byłaby już wszechmogącą. Wszechmogący nie mogliby ograniczyć woli wszystkich pozostałych, gdyż ten, który by to zrobił, zostałby jedynym wszechmogącym. Z drugiej strony jeśli którakolwiek z istot wszechmogących chciałaby się ustrzec przed takim działaniem ze strony pozostałych, to sprawiłaby, że wszystkie z nich nie byłyby już wszechmogące, gdyż nie mogłyby wpływać na nią. Pierwsza istota wszechmogąca, która uniemożliwi innym wpływanie na nią samą, stanie się jednocześnie jedyną wszechmogącą. Jeśli wszystkie istoty uzgodniły między sobą, że nie będą na siebie wpływać, to żadna z nich nie byłaby wszechmogąca, gdyż nie mogłaby naruszyć warunków uzgodnienia. Z tego wynika, że nie może istnieć więcej niż jedna istota wszechmogąca.
Powyższe stwierdzenie można jednak zakwestionować – jeśli żaden z wszechmogących nie będzie ani ustrzegał się od ograniczenia swojej woli ani ograniczał wolę innych wszechmogących w wyniku osobistej decyzji, dalej jest wszechmogący, gdyż może to zrobić (lecz nie robi) i nie jest ograniczany (choć może być).
Paradoks wszechmogących nie istnieje, jeśli założy się, że istoty wszechmogące mogą łamać prawa logiki.